# Абу-Абдаллах Мухаммед
Абу-Абдаллах Мухаммед (*д/н — 995) — останній хорезмшах з династії Афригідів у 967—995 роках.

## Життєпис
Син хорезмшаха Абу-Саїд Ахмада. Після смерті останнього у 965 році стає правителем Хорезма. Продовжив політику попередника щодо визнання зверхності емірів Саманідської держави. Водночас допомагав останнім у боротьбі проти нападів кочівників Мангишлаку. Разом з тим усіляко намагався відродити економіку держави, підтримував науковців та митців, зокрема аль-Біруні. Втім поступово намісники Гурганджа протягом 980-х років захопили Правобережжя Амудар'ї в Хорезмі.
У 992 році під час війни Саманідів з Караханідами підтримав перших. Після поразки еміра Нуха II надав йому допомогу проти бунтівного роду Сімджуридів, що перейшов на бік караханідського правителя Богра-хана. За це отримав низку міст в Хорасані, зокрема Нішапур. У 994 році разом з Газневідами брав участь у вигнані Сімджуридів з Бухари.
У 995 році проти Абу-Абдаллах Мухаммеда виступив Мамун ібн Мухаммед, правитель Гургандж, який переміг війська Афригідів, захопивши столицю — Кят. Абу-Абдаллах потрапив у полон, його було відправлено до Гурганджу, де страчено. З ним припинилося правління усієї династії. Новим хорезмшахом став Мамун.